# Coralliozetus tayrona
Coralliozetus tayrona é uma espécie de peixe da família Chaenopsidae.
É endémica de Colômbia.